# Kalle Järvinen
Kalle Järvinen (ur. 27 marca 1903 w Jyväskylä, zm. 25 sierpnia 1941 w Leningradzie) – fiński lekkoatleta. Zajął 9. miejsce w pchnięciu kulą mężczyzn na Letnich Igrzyskach Olimpijskich 1932. Zginął zabity przez innego żołnierza w pijackiej bójce w czasie walk o Przesmyk Karelski podczas II wojny światowej. Jego ojciec Verner był dyskobolem, medalistą olimpijskim z Londynu (1908), a bracia także byli olimpijczykami: Matti był mistrzem olimpijskim w rzucie oszczepem, a Akilles dwukrotnym wicemistrzem olimpijskim w dziesięcioboju.